# بانک شکلاتی
بانک شکلاتی (انگلیسی: Choco Bank; کره‌ای: 초코 뱅크) یک مجموعه اینترنتی محصول کره جنوبی سال ۲۰۱۶ ساخته شده توسط چیل ورلدواید است. این مجموعه دربارهٔ مدیریت مالی کسب‌وکارهای نوپا است. به گزارش cons TV، بانک شکلاتی ۲٬۵۱۹٬۸۴۹ بازدید در هفتهٔ پخش از ۱۵ تا ۲۱ فوریه ۲۰۱۶ به دست آورد.